# Israel Joshua Singer
Israel Joshua Singer (ídix ישראל יהושע זינגער), va néixer el 30 de novembre de 1893 a Biłgorajen, Polònia, i va morir el 10 de febrer de 1944 a Nova York. Va ser un novel·lista polonès-estatunidenc que va escriure en ídix.
Va créixer a Varsòvia, on el seu pare, Pinjas Mendel Zinger, era rabí i autor de comentaris rabínics, i la seva mare, Basheva Zylberman, era filla de rabí. Va ser germà de l'autor Isaac Bashevis Singer, guanyador del Premi Nobel de Literatura el 1978, i de la novel·lista Esther Kreitman. Es va casar amb Genia Kuper. El seu fill major, Yasha, va morir de grip abans de la migració de la família a Amèrica. El seu fill petit, Joseph Singer, va ser el traductor a l'anglès d'algunes de les obres del seu pare i del seu oncle, Isaac Bashevis Singer.
Singer es va emancipar de la tradició familiar i es va interessar per la prolífica vida artística a Polònia en aquella època. A partir de 1916, es va convertir en periodista a la premsa ídix europea, successivament a Ucraïna per al diari Di Nye Tsayt, després a Varsòvia al Literarishe Bletter i després a la revista Khaliastra. El 1921 es va convertir en corresponsal del diari nord-americà The Forward. El 1927 va escriure la seva primera novel·la, Steel and Iron. El 1934 va abandonar Polònia i es va traslladar a Nova York, on moriria l'any 1944 d'un atac de cor.
La seva obra més reconeguda, i que va arribar als primers llocs de The New York Times Best Seller list és The Brothers Ashkenazi (1936).
Les seves memòries Of a World That is No More es van publicar pòstumament el 1946. Els seus altres treballs inclouen:
- Shtol un Ayzn (1927) Anglès: Blood Harvest
- Nay Rusland (1928) Anglès: New Russia
- Yoshe Kalb (1932) Anglés: The Sinners
- Friling (1937)
- The River Breaks Up (1938)
- Khaver Nachman (1939) Anglés: East of Eden
- Di mishpokhe Karnovski (1943) Anglès: The Family Carnovsky; Castellà: La familia Karnowsky, ed. Acantilado[6]
- Dertseylungen, publicat de manera pòstuma (1949) Anglès: Stories